# アーニー・ロペス
アーニー・ロペス（Ernie Lopez、1945年9月23日 - 2009年10月3日）は、アメリカ合衆国の元プロボクサー。元世界ウェルター級第1位。
フェザー級の名王者、ダニー・ロペスは実弟である。

## 来歴
1967年8月8日、当時ウェルター級世界5位であったロペスは、当時の王者カーチス・コークスへの挑戦を賭け同級3位のムサシ中野と日本で対戦。初回、中野の右フックに対して、インサイドから右ストレートを浴びせダウンを奪う（判定はスリップダウン）。ロペスは以後も的確なワンツーを中野に浴びせ、3回KO勝ちを収めた。
1970年2月14日、世界ウェルター級王者ホセ・ナポレスに挑戦。ロペスは2度のダウンを持ちこたえ、14回にはナポレスを追い詰める善戦を見せたが、15回、ナポレスの左右のフックでKO負け。3年後の1973年2月28日にもナポレスの王座に挑んだが、7回KO負けを喫した。翌年引退。